# Düsseldorf Open 2014
Il Düsseldorf Open 2014 è stata la 2ª edizione del torneo facente parte dell'ATP World Tour 250 series nell'ambito dell'ATP World Tour 2014. Il torneo si è giocato sulla terra rossa del Rochusclub di Düsseldorf in Germania, dal 18 al 24 maggio 2014.

## Partecipanti ATP

### Teste di serie
| Giocatore     | Nazionalità           | Ranking* | Testa di serie |
| ------------- | --------------------- | -------- | -------------- |
| Germania      | Philipp Kohlschreiber | 29       | 1              |
| Spagna        | Marcel Granollers     | 31       | 2              |
| Italia        | Andreas Seppi         | 34       | 3              |
| Portogallo    | João Sousa            | 41       | 4              |
| Taipei cinese | Lu Yen-hsun           | 48       | 5              |
| Finlandia     | Jarkko Nieminen       | 51       | 6              |
| Croazia       | Ivo Karlović          | 52       | 7              |
| Paesi Bassi   | Igor Sijsling         | 53       | 8              |

* Le teste di serie sono basate sul ranking del 12 maggio 2014.

### Altri partecipanti
I seguenti giocatori hanno ricevuto una wild card per il tabellone principale: 
- Dustin Brown
- Tobias Kamke
- N Milojević

I seguenti giocatori sono passati dalle qualificazioni:

- Mirza Bašić
- Mate Delić
- Alessandro Giannessi
- Jason Kubler

## Campioni

### Singolare maschile
Philipp Kohlschreiber ha sconfitto in finale  Ivo Karlović per 6-2, 7–6(4).
- È il quinto titolo in carriera per Kohlschreiber.

### Doppio maschile
Santiago González /  Scott Lipsky hanno sconfitto in finale  Martin Emmrich /  Christopher Kas per 7-5, 4-6, [10-3].